# Fadrique Enríquez de Guzmán
Fadrique Enríquez de Guzmán (m. 12 de marzo de 1632), VIII conde de Alba de Liste, comendador de la Orden de Calatrava en 1618, alcaide de los alcázares, fortaleza y torres del puente de la ciudad.
Hijo de Enrique Enríquez de Guzmán, VII conde de Alba de Liste, y de su esposa, Isabel Messía de Ovando. Se casó en 1620 con Catalina Fajardo Requesséns, hija del Luis Fajardo de Requeséns y Zúñiga, IV marqués de los Vélez, y de su primera esposa, María Pimentel de Quiñones. Murió sin sucesión.
Le sucedió, por sentencia, Luis Enríquez de Guzmán, un descendiente de Juan Enríquez de Guzmán, cuarto hijo del I conde de Alba de Liste.